# 芽

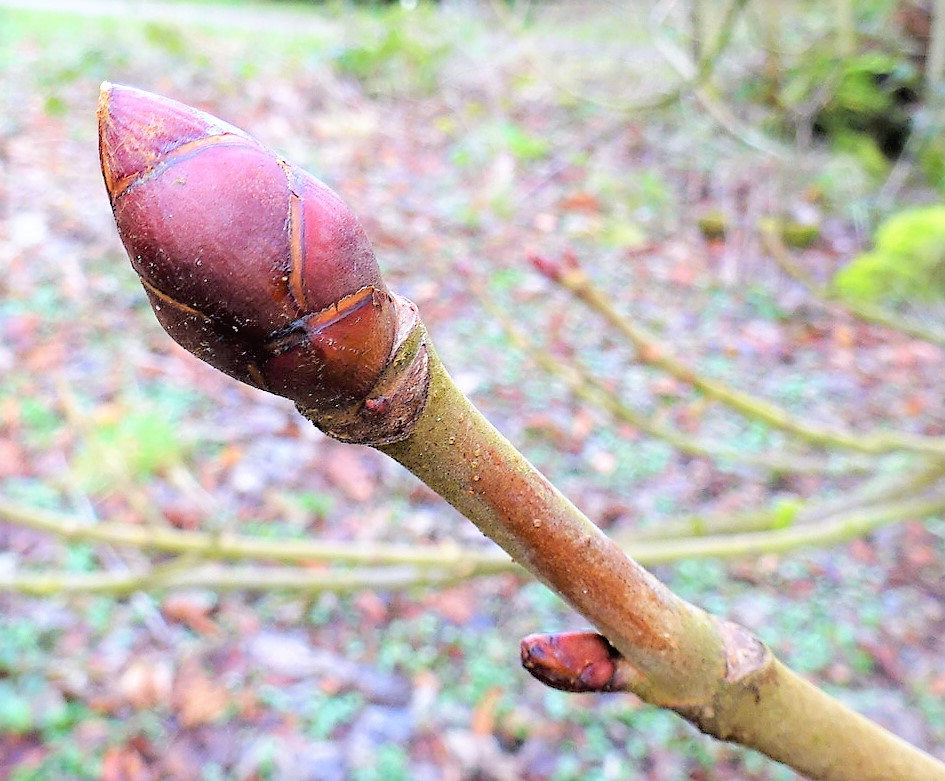
1. セイヨウトチノキ（ムクロジ科）の冬芽: 大きな頂芽と小さな側芽（腋芽）があり、いずれも芽鱗で覆われた鱗芽である。

芽（め、英: bud）とは、維管束植物において、茎の頂端分裂組織とそれに由来する未熟な茎と葉からなる構造である（図1）。芽は、伸長して新たなシュート（葉や花をつけた茎）となる。芽のうち、茎の先端にあるものを頂芽、茎の側方につくものを側芽といい、種子植物ではふつう側芽は葉の腋につくため腋芽ともよばれる（図1）。ふつうの芽は頂芽や腋芽であるため、これらの芽は定芽、葉や根などそれ以外につく芽は不定芽とよばれる。また芽のうち、成長して葉のみをつけるものは葉芽、花のみをつけるものは花芽、葉と花をつけるものは混芽とよばれる。低温や乾燥など生育不適期に休眠状態にある芽は休眠芽とよばれ、特に冬季にある休眠芽は冬芽とよばれる。休眠芽はしばしば特殊化した葉である芽鱗に覆われており、このような芽は鱗芽（有鱗芽）とよばれ（図1）、一方で芽鱗をもたない休眠芽は裸芽とよばれる。切り離されて新たな個体となる芽は、むかご（珠芽）とよばれる。専門用語ではないが、新たに生じて間もない芽は、新芽（しんめ）、若芽（わかめ）、嫩芽（どんが）とよばれる。
植物以外の生物においても「芽」という用語を用いることがある。ヒドラや酵母は、体の一部が突出して新個体を形成することがあり、このような無性生殖は出芽、新たに形成される個体は芽体とよばれる。動物において、体の一部が再生される際に生じる未分化な細胞塊は、再生芽とよばれる。また、卵の黄身の上面にある胚盤のことを「芽」とよぶことがある。
一般用語としては、「成長の芽」、「悪の芽」など、新たに生じ、これから成長しようとするものを「芽」にたとえていうことがある。
以下では、植物の芽について解説する。

## 構造
植物において芽とは、未展開の若いシュート（茎と葉）のことであり、シュート頂分裂組織と未熟な茎や葉からなる（下図2）。先端には茎の先端成長を司るシュート頂分裂組織が存在し、その下に続く茎を形成し、また表層から、つまり外生的（exogenous）に新たな葉を形成していく（下図2b）。このような新たに形成され葉へと成長する構造は、葉原基（ようげんき; leaf primodium）とよばれる。シュート頂分裂組織は、このような若い葉で包まれて保護されている。新たな葉の葉腋（基部の向軸側）には、腋芽となる新たな頂端分裂組織が外生的に形成される（下図2b）。このようなシュートの成長は、基部側から先端側へ向かって進む求頂的発生（acropetal development）である。
また、芽は保護用の特殊化した葉（芽鱗）で覆われていることがある（下記参照）。芽が柄をもつ場合、この柄は芽柄（がへい）とよばれる。

## 芽の分類
芽は、つく位置や構成器官、活動状況などによって以下のように類別される。

### 頂芽と側芽
茎の頂端に存在し、この茎を伸長させる芽は、頂芽（ちょうが; terminal bud, apical bud）とよばれる（下図3a, b, d）。それに対して、側方に新たなシュートを伸長させる芽は、側芽（そくが; lateral bud）とよばれる（下図3a–e）。種子植物においては、側芽はふつう葉腋（葉の付け根の向軸側）に形成され、腋芽（えきが; axillary bud）とよばれる。腋芽を抱いている葉は、蓋葉（がいよう; 母葉、subtending leaf）とよばれる（下図3c）。
種子植物において、最初につくられた芽、すなわち種子内で子葉直上にできた芽は、幼芽（ようが; plumule）とよばれる。基本的には、幼芽が伸長して主軸（main axis）となり、その先端の幼芽は頂芽へと移行する。
盛んに伸長している茎では、頂芽が活発に活動しているが、周辺の側芽はふつう活動が抑えられて休眠状態にある。このような現象は、頂芽優勢（apical dominance; 側芽抑制 lateral bud inhibition）とよばれる。頂芽では植物ホルモンであるオーキシンが合成され、これが茎を下降する際に腋芽でのサイトカイニン合成を抑制し、腋芽の成長が抑制される。頂芽が損傷したり除去されると、オーキシン供給が止まり、腋芽でのサイトカイニン濃度が上昇するため、頂芽優勢が解けて側芽が伸長しはじめる。また、根からの距離によって抑制度合いが変化することが知られており、シロイヌナズナでは根で合成されるストリゴラクトンが頂芽優勢に関わることが知られている。
側芽のうち、頂芽の周囲に集まって形成された側芽は、頂生側芽（ちょうせいそくが; terminal lateral bud）とよばれ、トドマツ（マツ科）、カツラ（カツラ科）、コナラ（ブナ科）などに見られる（上図3d）。
生育不適期に頂芽を含めて枝先が枯死し（その痕は枝痕 twig scar とよばれる）、最上位の側芽が頂芽のようにはたらくことがあるが、このような側芽は仮頂芽（かちょうが; pseudoterminal bud）とよばれ、コブシ（モクレン科）、カツラ（カツラ科）、クリ（ブナ科）、ハンノキ（カバノキ科）、ハルニレ（ニレ科）、ヤマグワ（クワ科）、サクラ（バラ科）、シナノキ（アオイ科）などに見られる（上図3e）。

### 主芽と副芽
1つの葉腋に複数の芽ができることがあり、この場合、最初にできた大きな芽は主芽（しゅが; main bud）、それ以外の芽は副芽（ふくが; accessory bud）とよばれる（区別が判然としないこともある）。副芽のうち、主芽の上下にあるものは縦生副芽（じゅうせいふくが; 直立副芽、重生芽、serial accessory bud; 下図4a）、主芽の左右にあるものは並生副芽（へいせいふくが; 平行芽、collateral accessory bud; 下図4c）とよばれる。一般的に、裸子植物や双子葉植物では縦生副芽を、単子葉植物では並生副芽をもつものが多い。縦生副芽はアブラチャン（クスノキ科）、オニグルミ（クルミ科）、ジャケツイバラ（マメ科）、ハクウンボク（エゴノキ科）などに、並生副芽はヒヤシンス（キジカクシ科）、ラッキョウ（ヒガンバナ科）、メダケ（イネ科）、バナナ（バショウ科）、クマイチゴ（バラ科）、ヤマハギ（マメ科）などに見られる。副芽の有無や数は分類形質として重要視されることもある。
上記のように葉腋に複数の芽がある場合、その間で機能分化が見られることもある（上図4b）。ムラサキシキブ（シソ科）では、主芽が花序（花をつけた茎）となり、副芽は栄養枝（葉をつけた茎）になる。一方、ツルウメモドキ（ニシキギ科）では、主芽が栄養枝となり、副芽は花序となる。また、このような分化が見られないものでは、主芽が損傷した場合に副芽が代替することで役立つと考えられており、このような副芽は予備芽ともよばれる。

### 定芽と不定芽
種子植物では、芽はふつう茎頂と葉腋に形成されるため、頂芽や腋芽はあわせて定芽（ていが; definite bud）とよばれる。一方、それ以外の場所にできる芽は、不定芽（ふていが; adventitious bud, adventive bud, indefinite bud）とよばれる。
茎ではあるが頂端や葉腋ではない場所から生じる不定芽は、茎上不定芽（けいじょうふていが; cauline bud）とよばれる。シダ植物では、側芽が腋芽ではないのがふつうである。被子植物ではまれであるが、胚軸に不定芽（胚軸不定芽）を生じる例は少なくなく、アマ（アマ科）、チャボタイゲキ（トウダイグサ科）、ムラサキウンラン（オオバコ科）などに見られる。胚軸不定芽は、ふつう外生的に生じる。
葉から生じる不定芽は、葉上不定芽（ようじょうふていが; 葉上芽、epiphyllous bud）とよばれ、コモチシダ（シシガシラ科）、クモノスシダ（チャセンシダ科）、カラスビシャク（サトイモ科）、ショウジョウバカマ（シュロソウ科）、タネツケバナ（アブラナ科）、セイロンベンケイ（ベンケイソウ科）などに見られる（下図5a, b）。ユリ（ユリ科）の鱗茎では、肉質の葉（鱗茎葉）が瓦状に重なっているが、この鱗茎葉から不定芽が生じて栄養繁殖を行う。葉上不定芽は、ふつう外生的に生じる。
根から生じる不定芽は、根上不定芽（こんじょうふていが; 根出芽、根生不定芽、根生芽、radical bud）とよばれ、身近な例としてサツマイモ（ヒルガオ科）があり、その他にもコウヨウザン（ヒノキ科）、ヒメスイバ（タデ科）、ヤナギ（ヤナギ科）、ハシバミ（カバノキ科）、キイチゴ（バラ科）、ニセアカシア（マメ科）、ヤナギラン（アカバナ科）、ガガイモ（キョウチクトウ科）、ヒメジョオン（キク科）などに見られる（下図5c, d）。根上不定芽は、ふつう内生的に生じる。
定芽に由来するが、見かけ上、不定芽に由来したように見える構造も存在する。ハナノキ（ムクロジ科）などでは幹から直接葉が生じ、カカオ（アオイ科）などでは幹から直接花が生じる（このような花は幹生花とよばれる）ことがある。このような構造は茎上不定芽に由来するように見えるが、長期にわたって休眠状態であった定芽が茎の二次肥大成長によって材（二次木部）の中に埋没してしまったもの（潜伏芽）に由来する（下図8d）。ただし、ホウガンノキ（サガリバナ科）などの茎生花は、幹の皮層から内生的に生じた茎生不定芽に由来することが報告されている（下図6a）。また、腋芽の柄が伸びて茎と合着したものはタマミクリ（ガマ科）やハナイバナ（ムラサキ科）、コムラサキ（シソ科）の花序に見られ、茎上不定芽に由来するように見える（下図6b）。同様に、腋芽の柄が伸びて腋芽基部の葉（蓋葉）と合着したものはシナノキ（アオイ科）やハナイカダ（ハナイカダ科）に見られ、葉上不定芽に由来するように見える（下図6c）。

### 葉芽・混芽・花芽
芽のうち、展開した際に普通葉をつけ、花をつけないものは葉芽（ようが、はめ; leaf bud, foliar bud）とよばれる（下図7）。一方、展開した際に花または花序をつけ、普通葉をつけない芽は花芽（かが、はなめ; flower bud）とよばれる（下図7a, b）。一般的に、花芽は葉芽よりも太く丸いことが多い（下図7b）。開花間近の花芽は、蕾（つぼみ）とよばれる。また、展開した際に普通葉と花を両方ともつける芽は混芽（こんが; mixed bud）とよばれる（下図7c）。混芽から展開したシュートは、先端に花または花序をつける場合（リンゴ、ナシ、ブドウなど）と、葉をつけてその葉腋に花または花序がつく場合（カシ、イチジク、クワなど）がある。ただし、混芽も花芽に含め、芽を葉芽と花芽に大別することもある。裸子植物の生殖器官は生物学的には「花」とよばれないことが多いが、このような生殖器官をつける芽を花芽、混芽とよぶことがある。
これら芽の種類やそのつく位置には多様性があり、分類形質ともされる。例えばモクレン属（モクレン科）、クロモジ属（クスノキ科）、ツバキ属（ツバキ科）は混芽をもたないが、タブノキ属（クスノキ科）、エノキ属（アサ科）、ブナ属（ブナ科）は混芽をもつ。カエデ属（ムクロジ科）の中では、カジカエデやハナノキは混芽をもたないが、イロハモミジやウリカエデは混芽をもつ。ツツジ属（ツツジ科）の中では、シャクナゲやレンゲツツジは混芽をもたないが、サツキやモチツツジは混芽をもつ。

### 休眠芽
休眠状態にある芽は、休眠芽（きゅうみんが; 休芽、抵抗芽、dormant bud, resistant bud, resting bud）とよばれる。これに対して、活発に成長している芽は、伸芽とよばれる。上記の頂芽優勢の状態にある場合、側芽が休眠芽となっている。
冬や乾季など定期的に生育不適期がある環境に生育する樹木や多年草は、ふつう定期的に休眠芽を形成する。低温期である冬に休眠状態にある芽は、冬芽（とうが、ふゆめ; 越冬芽、winter bud）とよばれる（下図8a）。一方、夏に休眠状態にある芽は、夏芽（かが、なつめ; summer bud）とよばれる。夏芽は、夏が乾燥期である地域の植物に見られるが、他にも夏緑樹林帯に生育する植物に見られることもある。ヒガンバナ（ヒガンバナ科）の芽は地中の鱗茎内に形成され、夏に休眠する夏芽であり、秋になってから花、その後に葉が展開する。カタクリ（ユリ科）やフクジュソウ（キンポウゲ科）などは地下茎に芽を形成し、早春から初夏にかけての短い期間だけ地上に葉や花を展開する。このような植物はスプリングエフェメラル（春植物、早春期植物、spring ephemeral）とよばれ、その芽は冬芽であり、かつ夏芽でもある。
休眠芽は芽鱗や最外部の葉、毛、樹脂などに覆われ、寒さや乾燥に耐え、また病虫害からシュート頂を保護している。また、アジサイ（アジサイ科）のように、冬芽が不凍活性をもつ物質を含んでいる例もある。
休眠芽は、他の組織に覆われて外観では見えないことがある。茎の組織に覆われて隠された芽は、隠芽（いんが; concealed bud）とよばれ、ニセアカシア（マメ科）やサルナシ（マタタビ科）に見られる（下図8b）。茎の組織に完全に覆われるのではなく、先端部のみが露出している芽は半隠芽（はんいんが; semiconcealed bud）とよばれ、マタタビ（マタタビ科）などに見られる。また、茎ではなく葉柄の鞘部に包まれて隠された芽は、葉柄内芽（ようへいないが; intrapetiola bud）とよばれ、ユリノキ（モクレン科）、キンポウゲ属（キンポウゲ科）、ヌルデ（ウルシ科）、キハダ（ミカン科）、シシウド属（セリ科）、タラノキ（ウコギ科）などに見られる（下図8c）。
休眠芽は、ふつう1年の中で不適期を過ごした後には展開して新しいシュートを伸ばすが、2シーズン以上にわたって休眠状態が続いて痕跡的になることがあり、このような休眠芽は潜伏芽（せんぷくが; latent bud）とよばれる。樹木では、茎の二次肥大成長によって潜伏芽は材の中に埋没してしまう。このような潜伏芽は、多くの場合そのまま消失するが、イチョウ（イチョウ科）やハンノキ（カバノキ科）、カカオ（アオイ科）のように数年後に活動を再開して葉や花をつけることがあり、上記のように茎上不定芽に由来したように見える（上図8d）。

### 鱗芽と裸芽
休眠芽は、特殊な鱗片葉で覆われていることがあり、このような鱗片葉は芽鱗（がりん; bud scale）とよばれる。芽鱗をもつ休眠芽は鱗芽（りんが; 有鱗芽、scaled bud; 下図9a, b）、芽鱗を欠く休眠芽は裸芽（らが; 裸出芽、無鱗芽、naked bud; 下図9c, d）とよばれる。むかごの一型である鱗芽（下記参照）と区別するため、芽鱗で包まれた休眠芽は有鱗芽とよばれることもある。サワグルミ（クルミ科）のように最初は芽鱗で覆われているが、芽鱗がすぐに脱落するものも裸芽として扱われることが多い。
鱗芽における芽鱗の数や形、配列様式は多様であり、有用な分類形質となる。例えばヤナギ属（ヤナギ科）では1枚、カツラ（カツラ科）、シナノキ（アオイ科）、キハダ（ミカン科）では2枚、ハンノキ（カバノキ科）では3枚、ヤマグワ（クワ科）やガマズミ（ガマズミ科）では4枚、ミズナラ（ブナ科）やサワシバ（カバノキ科）では20枚以上の芽鱗をもつ。モクレン科の植物は、2枚の托葉が葉柄に合着した特殊な芽鱗をもつ。
鱗芽が展開すると芽鱗は脱落し、伸長した茎（枝）にその痕が輪状に残されることがあるが、このような芽鱗がついていた痕は芽鱗痕（がりんこん; bud scale scar）とよばれる（上図9e）。最も先端側の芽鱗痕から枝の先端までが、その年に伸びた茎（今年枝）である。
裸芽では、最も外側の葉が芽鱗と同様に内部を保護していたり、蓋葉の葉柄に芽が保護されていたりする。裸芽はクルミ属（クルミ科）、ツタウルシ（ウルシ科）、クサギ属（シソ科）、オオカメノキ（ガマズミ科）などにみられ、またロゼットを形成する草本にも見られる。

## むかご
地上部の腋芽が肥大化したものであり、分離して新たな植物体となる機能（栄養繁殖）をもつものは、むかご（珠芽、propagule）とよばれる。むかごのうち、葉原基が肉質化して幼茎を包んでいるものは鱗芽（りんが; bulbil; 下図10a）、幼茎が肥大化して球形になったものは肉芽（にくが; brood, brood bud; 下図10b）とよばれる（後者のみを狭義の「むかご」とすることもある）。鱗芽はオニユリ（ユリ科）やコモチマンネングサ（ベンケイソウ科）などに、肉芽はヤマノイモ（ヤマノイモ科）やムカゴイラクサ（イラクサ科）などに見られる。

## 芽内形態
芽の中における葉の畳まれ方や相互の配置関係のことを、芽内形態（vernation, praefoliation）という。また、花葉（特に花被片）の畳まれ方や相互の配置関係は、特に花芽内形態（aestivation, estivation, praefloration）というこちが多い。
芽内形態において、個々の葉の形・畳まれ方を、芽中姿勢（芽型、折り畳み、葉畳み、芽襞、ptyxis）という。主な芽中姿勢には、以下のものがある。
単純型（扁平状、planate, plane）（下図11a）
折り畳まれることなく、多少湾曲する程度である状態のこと。普遍的であり、ヤナギ属（ヤナギ科）、コナラ属（ブナ科）、ツバキ属（ツバキ科）などの葉に見られる。
二つ折り型（二折型、摺合状、conduplicate）（下図11b）
中軸に沿って内側（向軸側）に二つ折りになっている状態。モクレン属（モクレン科）、サクラ属（バラ科）などの葉に見られる。チドリソウ（キンポウゲ科）やヒイラギナンテン（メギ科）などの複葉も全体として二つ折りになる。
reduplicate（下図11c）
中軸に沿って外側（背軸側）に二つ折りになっている状態。ショウガ科の葉などに見られる。
扇型（扇だたみ、摺襞状、plicate, plaited）（下図11d, 12a）
いくつかの縦軸に沿って扇のように畳まれている状態。シュロ（ヤシ科）、スグリ属（スグリ科）、ヤマブキ、イチゴ（バラ科）、ブナ（ブナ科）、カエデ属（ムクロジ科）などの葉に見られる。
しわ寄り（corrugate）
明瞭な規則性がなく、しわくちゃに畳まれている状態。ケシ属（ケシ科）の花弁などに見られる。
片巻き型（渦巻型、supervolute, convolute）（下図11e, 12b）
一方の側縁から反対側へ巻き込んでいる状態。サトイモ科、イネ科、オダマキ属（キンポウゲ科）などの葉に見られる。
内巻き型（内旋状、involute）（下図11f, 12c）
両縁が内側（向軸側）に巻き込んでいる状態。イチョウ（イチョウ科）、スイレン属（スイレン科）、ハコヤナギ属（ヤナギ科）、スミレ属（スミレ科）、ナシ（バラ科）などの葉に見られる。
外巻き型（外旋状、revolute）（下図11g）
両縁が外側（背軸側）に巻き込んでいる状態。スズカケノキ（スズカケノキ科）、イタドリ（タデ科）、ツツジ属（ツツジ科）、サクラソウ（サクラソウ科）、ローズマリー（シソ科）などの葉に見られる。
渦巻き型（磐旋状、circinate, circinal）（下図11h, 12d）
先端側から基部側に向かって巻き込んでいる状態。ワラビ巻き（蕨巻き、フィドルヘッド）ともよばれる。シダ類（薄嚢シダ類とリュウビンタイ類）の葉に一般的であるが、モウセンゴケ属の葉にも見られる。
芽内形態において、葉（花葉や芽鱗を含む）の相互の位置関係を、芽中包覆（芽層、aestivation）という。芽中包覆は、以下のものに類別される。
瓦重ね状（かわらがさねじょう; 覆瓦状、瓦状、imbricate, imbricative）（図13A–D）
互いに重なりあい、かつ互いに上下 (内外) 関係がある配置様式。バラ属（バラ科）やフウロソウ属（フウロソウ科）の花弁、アザミ属やキク属（キク科）の総苞片、コナラ属（ブナ科）、トチノキ属（ムクロジ科）の芽鱗などに見られる。
片巻き状（かたまきじょう; 回旋状、包旋状、convolute, obvolute, contorted, twisted）（図13E）
互いに回旋状に重なりあい、互いに上下 (内外) が同等である配置様式。互いに重なっているという意味で瓦重ね状に含めることもある。スモモ（バラ科）の葉、ナデシコ属（ナデシコ科）やアカバナ属（アカバナ科）、ヒルガオ科の花弁などに見られる。
敷石状 (しきいしじょう; 扉状、valvate) （図13F）
互いに縁で接して重ならない配置様式。フタバアオイ（ウマノスズクサ科）、アブラナ科、キキョウ（キキョウ科）の花被片、ニガナ属やキオン属（キク科）の総苞片、イロハモミジ（ムクロジ科）の芽鱗などに見られる。

## 人間との関わり
芽を構成する細胞は若いため、細胞壁が硬化しておらず、食用とされることがある。ミョウガ（ショウガ科）やブロッコリー、カリフラワー（アブラナ科）は花芽を食用とする野菜である（下図14a, b）。また、食用とするタケノコは、タケ類やササ類（イネ科）の地下茎から生じた芽であり、これが伸長して地上茎となる（下図14c）。山菜とよばれるものの中には芽を利用するものが多く、ゼンマイ（ゼンマイ科）、ワラビ（イノモトソウ科）、クサソテツ（コウヤワラビ科）、カタクリ、ウバユリ（ユリ科）、ミツバアケビ（アケビ科）、イタドリ（タデ科）、タラノキ、ウド、コシアブラ（ウコギ科）、フキ（キク科）などの芽や幼葉が食用とされる（下図14d, e）。
芽はときに動物が忌避する物質を含んでおり、ジャガイモ（ナス科）の塊茎から生じた芽に含まれるソラニンは人間にとって極めて有毒である。

## ギャラリー

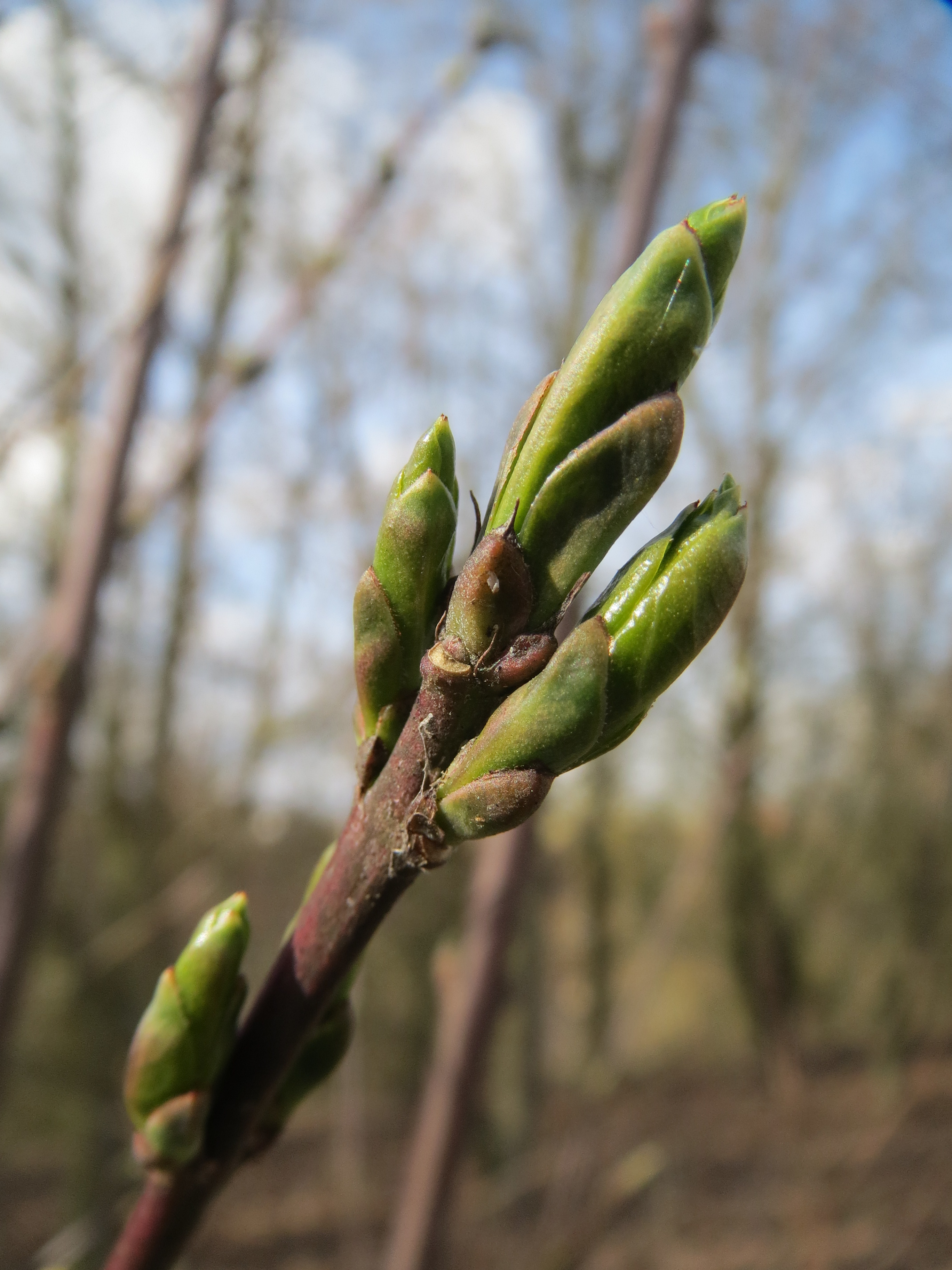
セイヨウマユミ（ニシキギ科）の芽
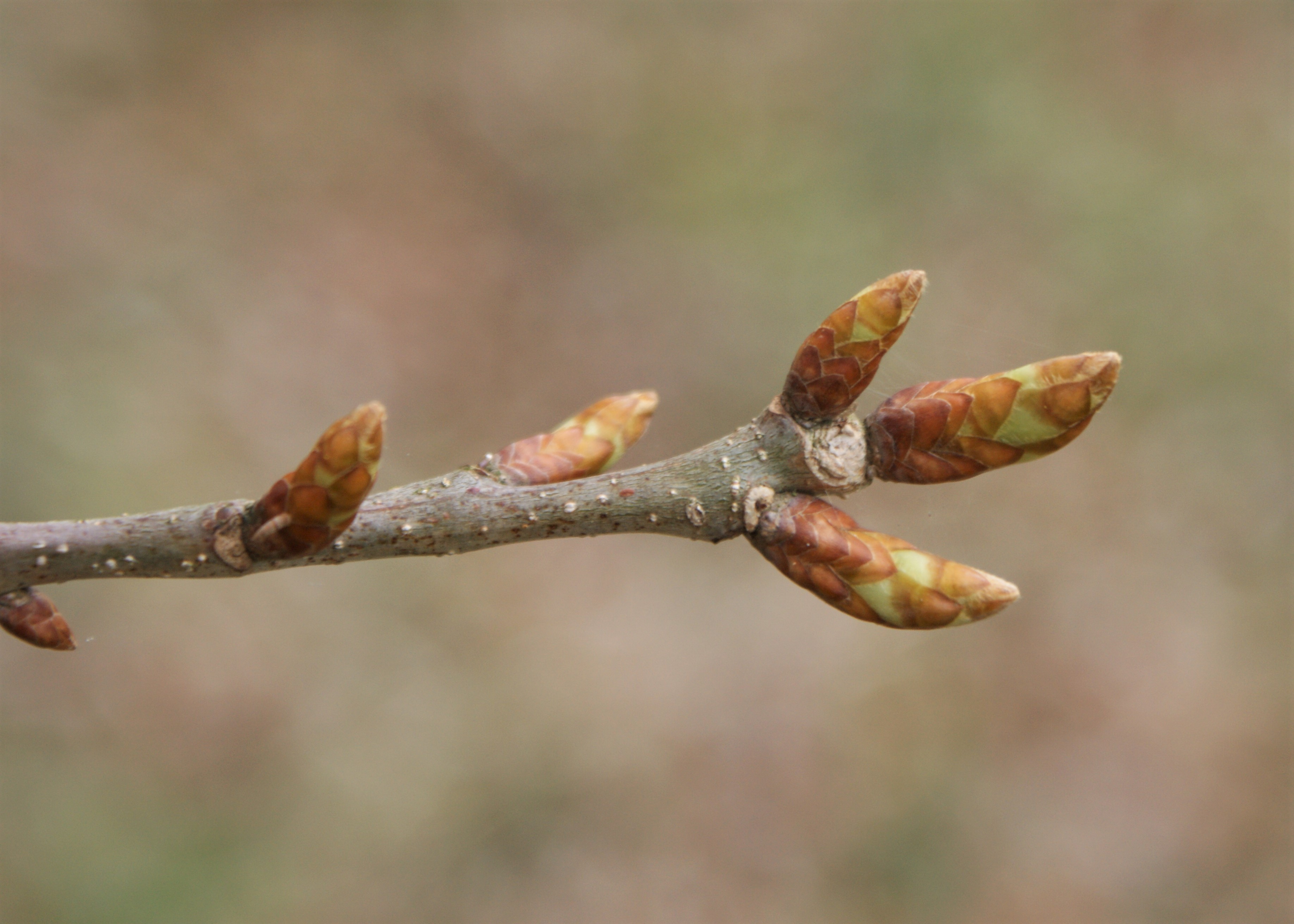
ヨーロッパナラ（ブナ科）の芽
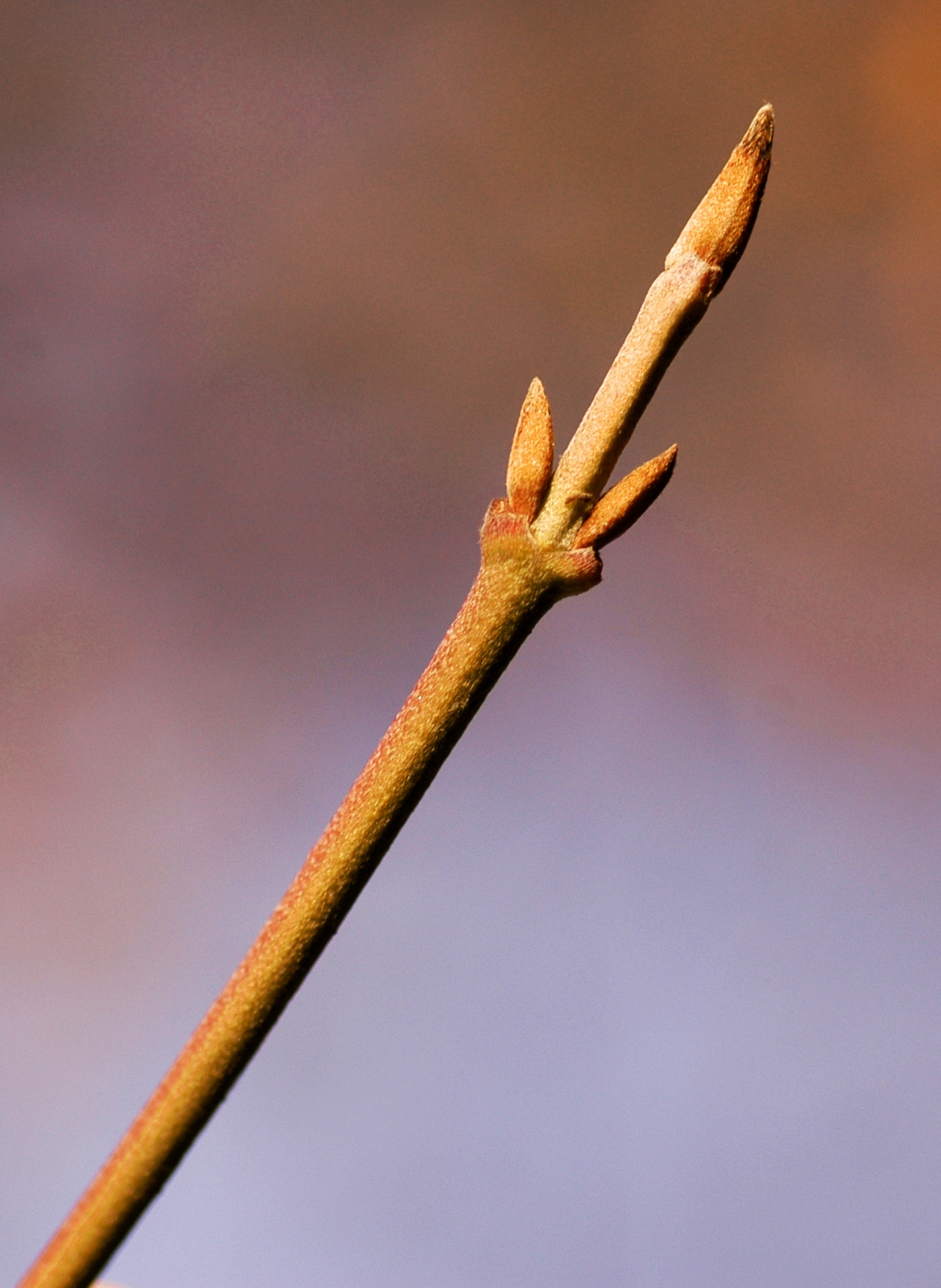
セイヨウサンシュユ（ミズキ科）の芽
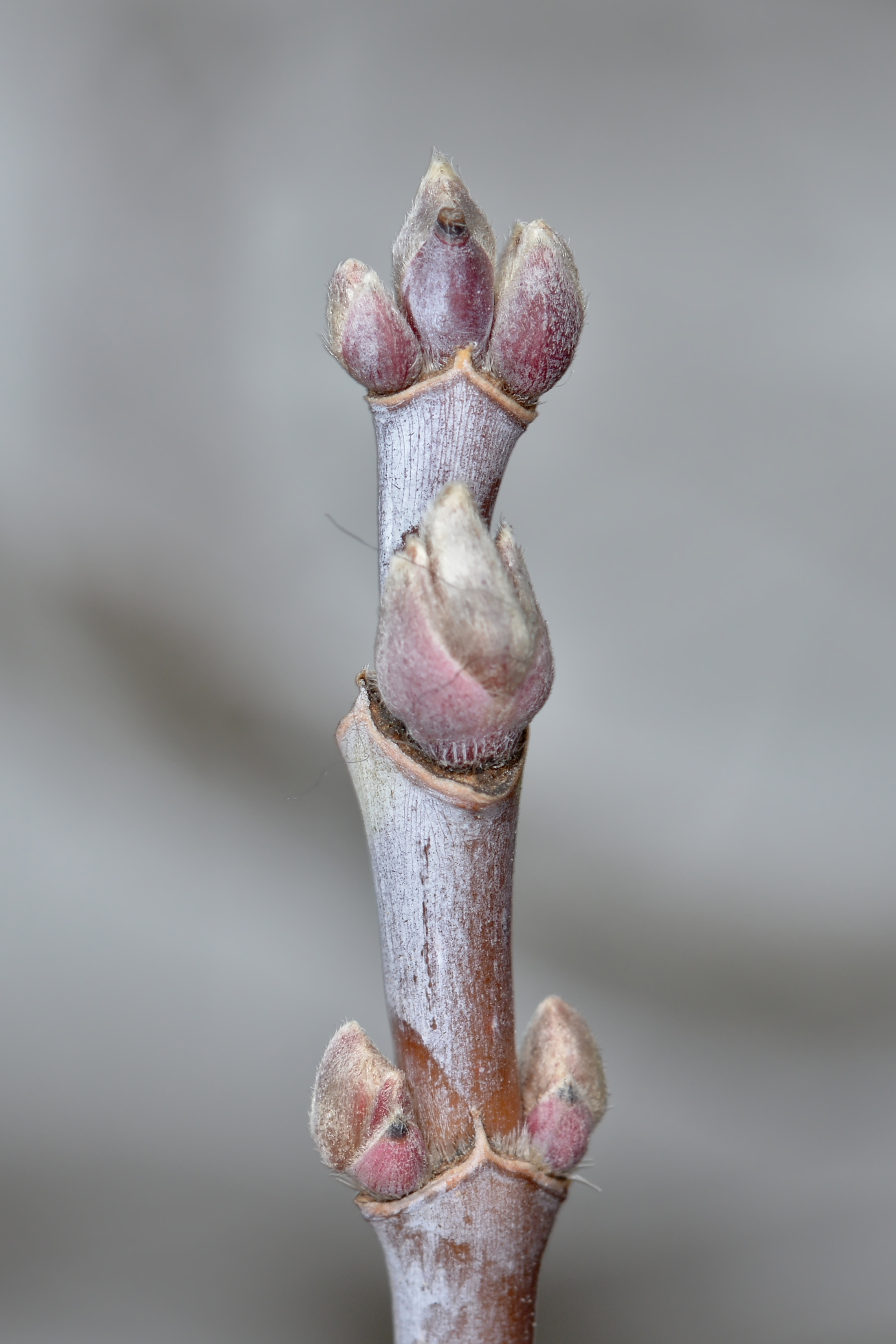
トネリコバノカエデ（ムクロジ科）のシュート: 頂芽と、対生した側芽（腋芽）がある。
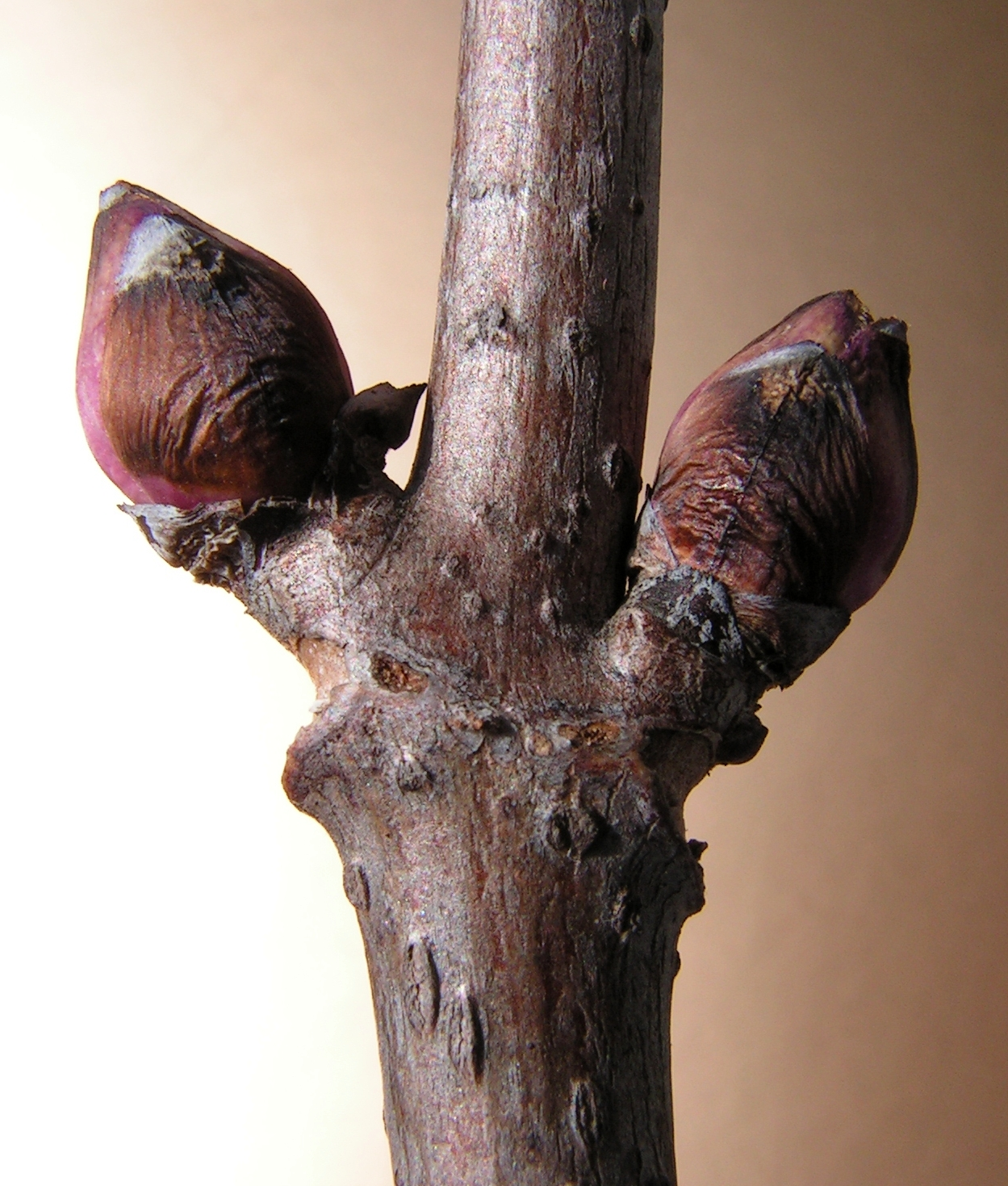
セイヨウアカミニワトコ（ガマズミ科）の芽
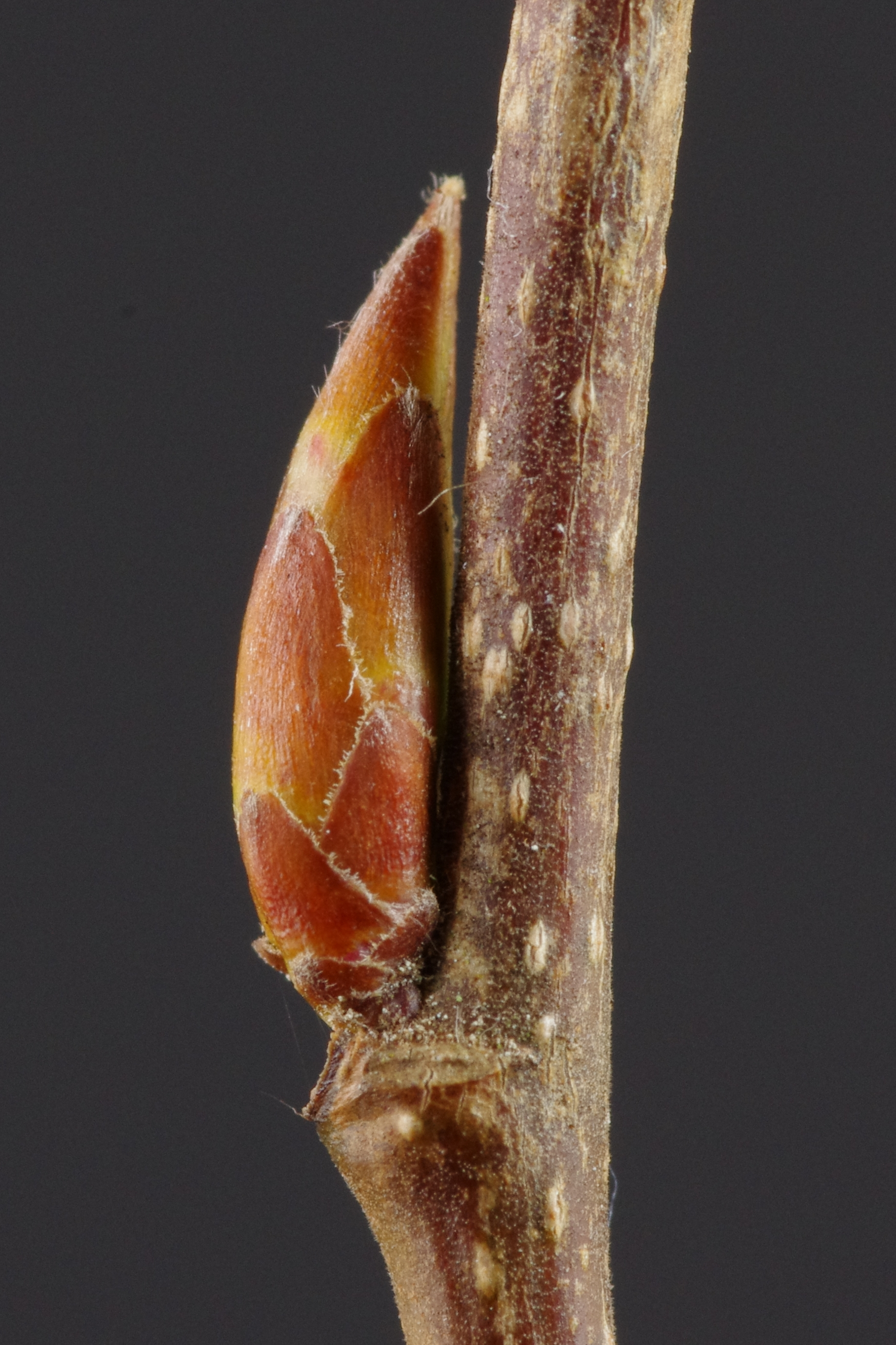
セイヨウシデ（ブナ科）の芽
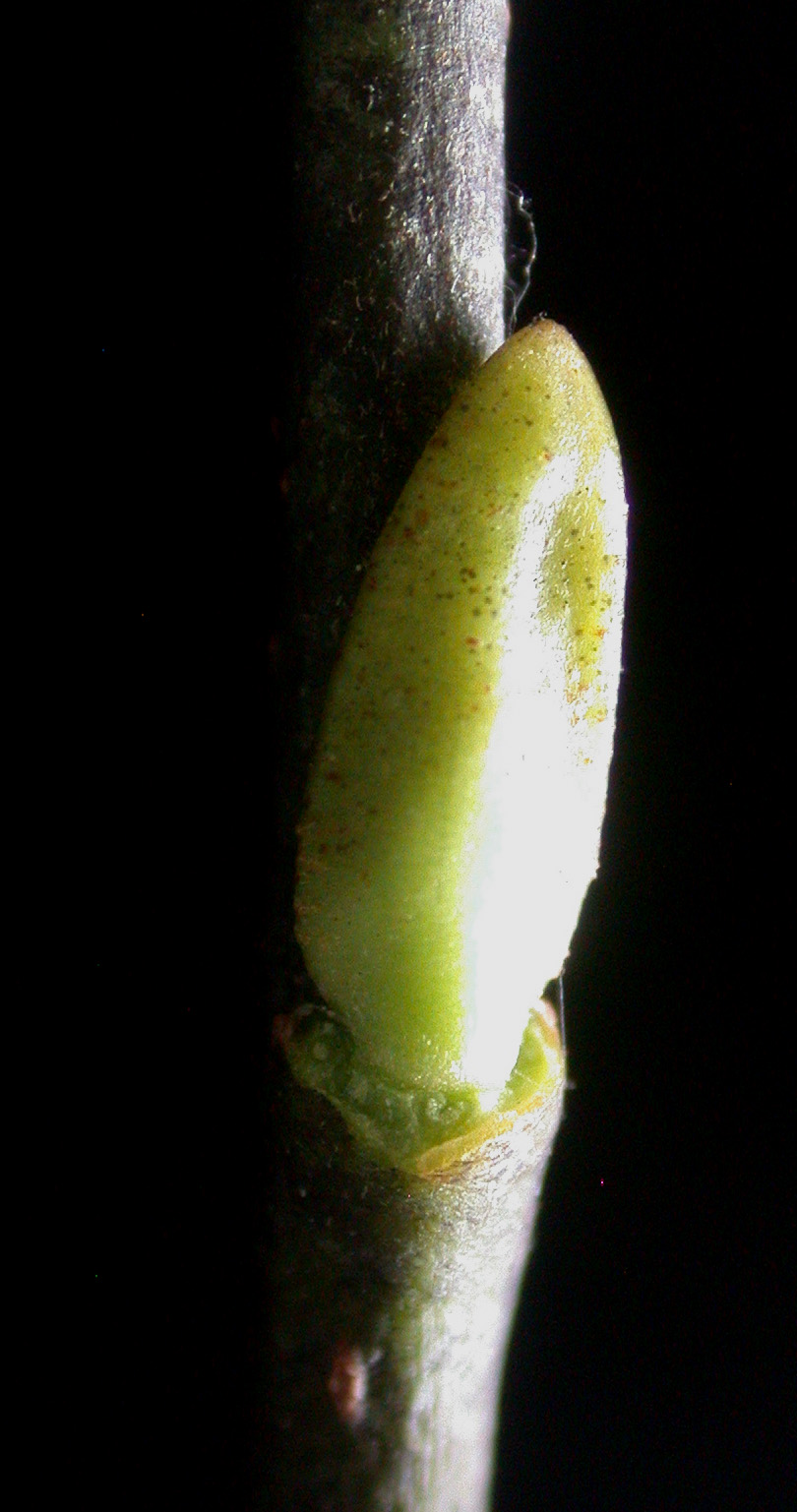
ヤナギ属（ヤナギ科）の芽
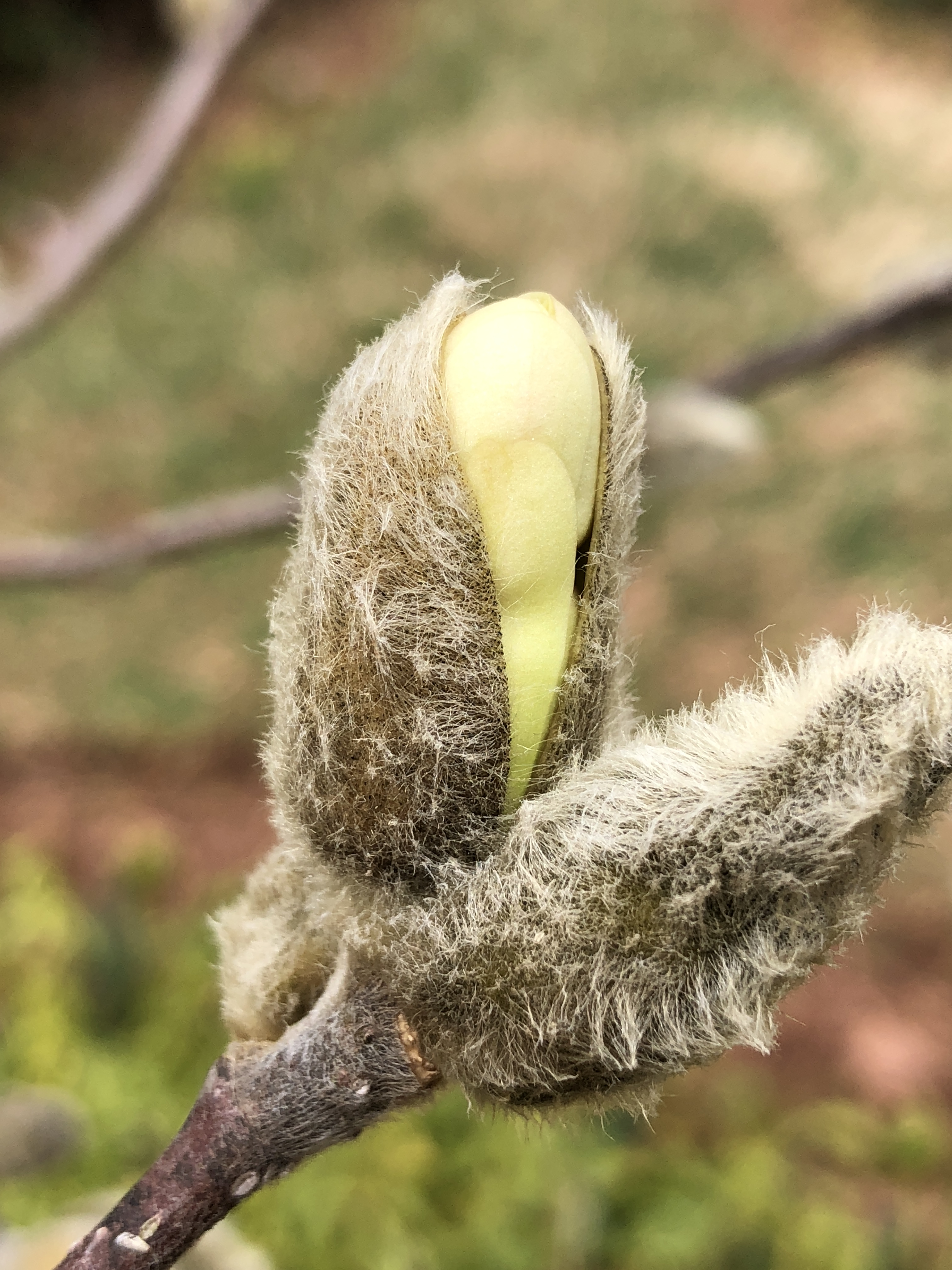
シデコブシ（モクレン科）の花芽（托葉由来の鱗芽が割れている）
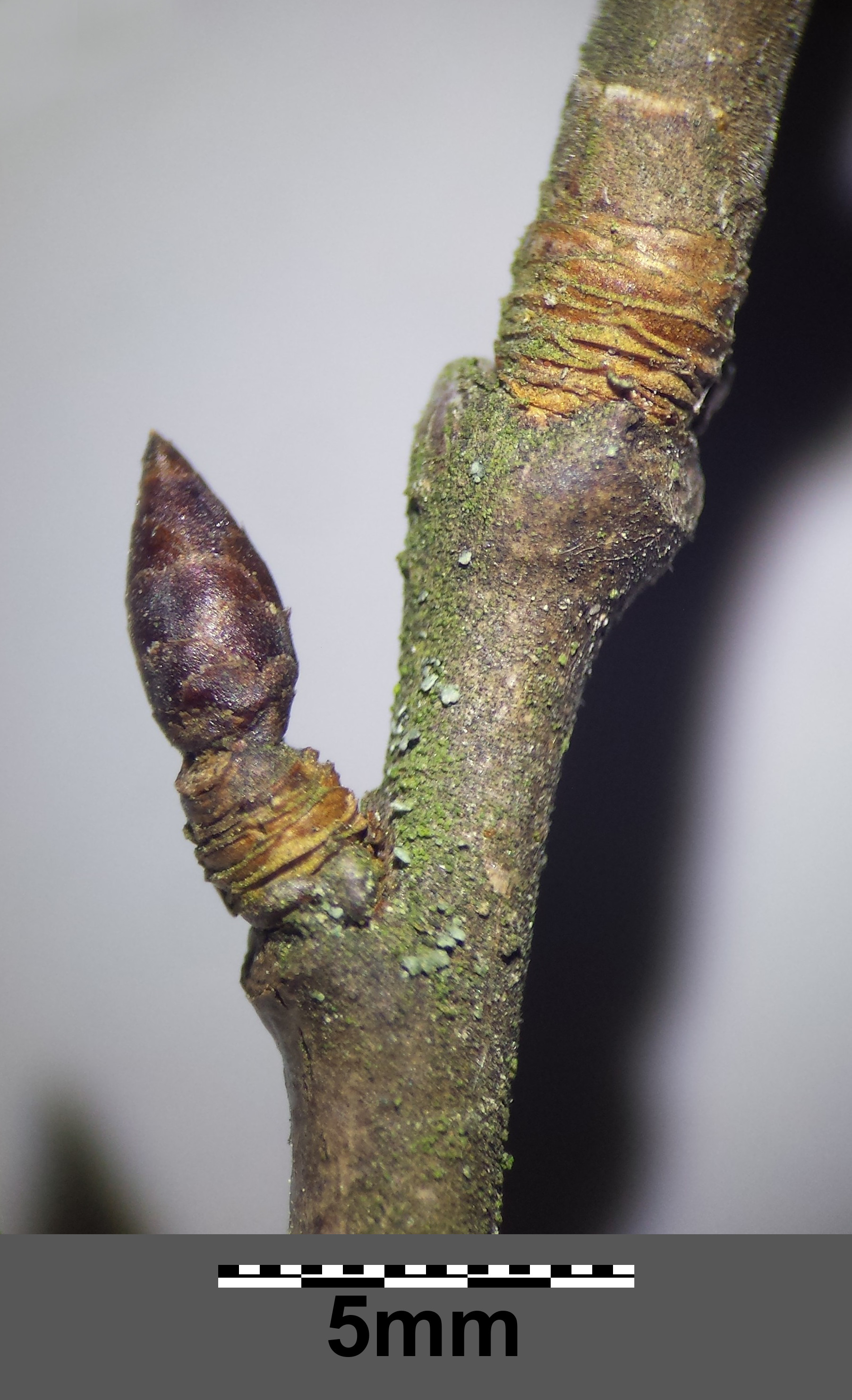
セイヨウスモモ（バラ科）の芽鱗痕
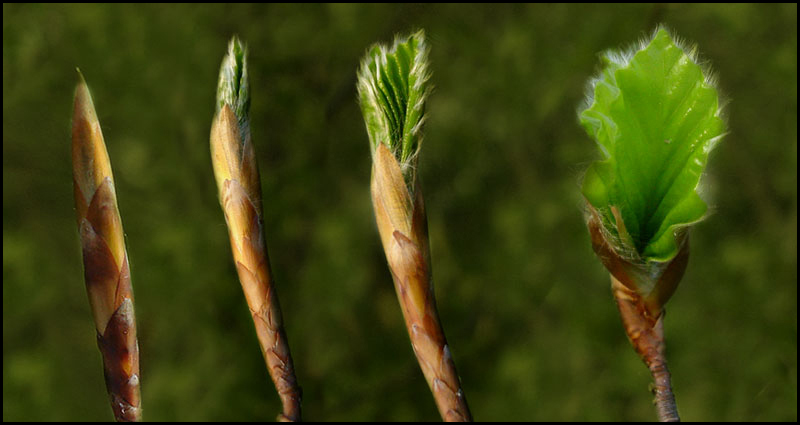
ヨーロッパブナ（ブナ科）の葉芽の展開